# نوبوك ياناغيتا
نوبوك ياناغيتا (باليابانية: 柳田 伸明) (9 ديسمبر 1970 في طوكيو في اليابان – )؛ هو لاعب كرة قدم ياباني سابق كان يلعب كلاعب وسط.

## وصلات خارجية
- نوبوك ياناغيتا على موقع قاعدة بيانات كرة القدم.إي يو (الإنجليزية)
- نوبوك ياناغيتا على موقع Soccerway.com (الإنجليزية)
- نوبوك ياناغيتا على موقع عالم كرة القدم.نت (الإنجليزية)

- J.League Data Site (باليابانية)